# پلاک وسایل نقلیه آلبانی

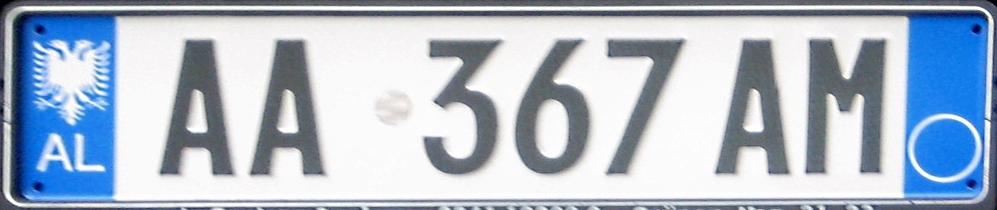
یک ماشین با یک بشقاب در قالب جدید

در آلبانی، پلاک خودرو توسط ریاست منطقه‌ای حمل و نقل صادر می‌شود.

## قالب جدید

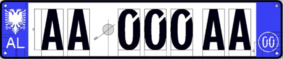
مدلی از یک پلاک جدید

پلاک‌های جدید شبیه به پلاک‌های ایتالیایی می‌باشد که از سال ۱۹۹۴ ساخته میشد و بعد از سال ۲۰۰۹ طرح پلاک فرانسه انتخاب شده‌است که از ۱۶ فوریه ۲۰۱۱ معرفی شده‌است. پلاک‌ها با یک نوار آبی رنگ در سمت چپ با حروف اختصاری "AL" و طراحی مجدد دو سر عقاب سفید شروع، ۲ نام سریال، هولوگرام امنیتی، ۳ رقم، ۲ نام سریال در یک پس زمینه سفید مستطیل شکل، و در پایان با سال ثبت نام و کد منطقه‌ای به رنگ سفید بر روی یک نوار آبی رنگ در سمت راست است.

## مدل قدیمی پلاک

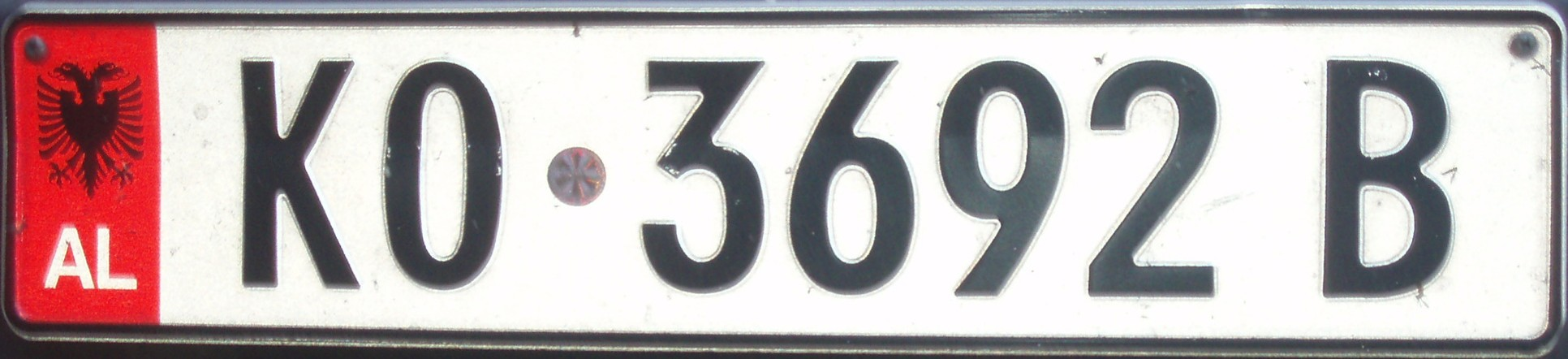
پلاکی با فونت کوچکتر و کد منطقه‌ای صادر شده از سال ۲۰۰۲ تا 2011. KO "مخفف ناحیه Korçë می‌باشد. پلاک‌های قدیمی هنوز هم معتبر هستند با وجود معرفی پلاک‌های جدید.

پلاک‌های قدیمی(از سال ۱۹۹۵) پلاکی است که هنوز هم معتبر با وجود اینکه در فوریه سال ۲۰۱۱ پلاک‌های جدید معرفی شدند. پلاک‌های قدیمی در حدود سال ۱۹۹۵ با یک نوار شناسایی ملی در سمت چپ ویک فونت بزرگتر (DIN 1451) معرفی شده بودند. تفاوت پلاک‌های قدیمی با پلاک‌های جدید در امنیت وهولوگرام می‌باشد. پلاک‌های قدیمی با دو کلمه مخفف شروع می‌شوند به عنوان مثال "KO" یعنی منطقه Korçë می‌باشد سپس قسمت عدد چهار رقمی می‌باشد و در آخر یک قسمت که با حرف "B" تمام می‌شود که بعدها حرف "A" هم به آن اضافه شد. در سال ۲۰۰۲ پلاک‌هایی با فونت‌های کوچکتر هم ساخته شد البته باز هم پلاک‌های قدیمی معتبر می‌باشند.
اعداد و حروف لاتین موجود در پلاک نشان می‌دهد چه تعداد خودرو در منطقه موجود می‌باشد اگر آخرین حرف یک پلاک "U"باشد نشان می دهد که در یک منطقه خاص تقریباً بیش ۲۰۰٬۰۰۰ اتومبیل وجود دارد.
در دوران کمونیسم، پلاک کامیون‌ها در دو طرف با حرف اول نام منطقه و چهار رقم شماره سریال طراحی شده بود.

## کدهای منطقه‌ای

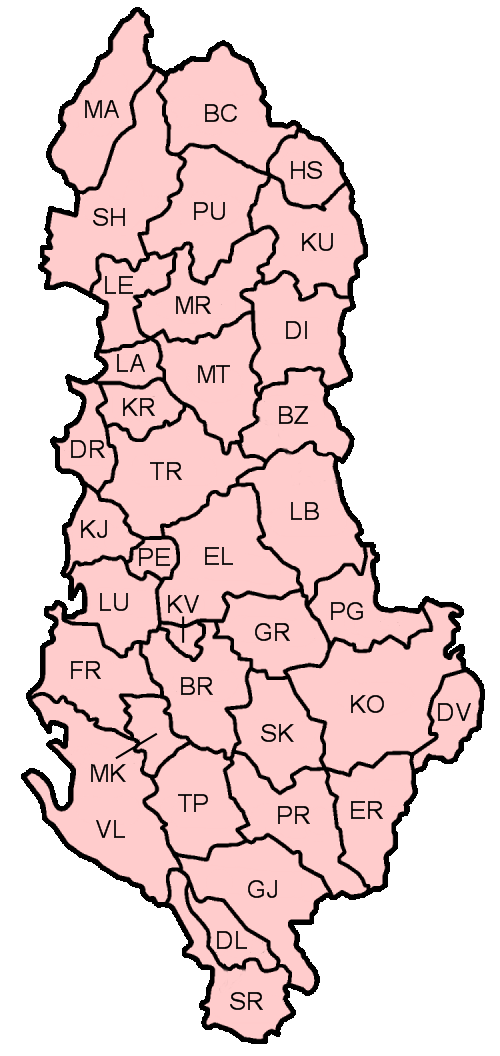
نقشه کدهای منطقه‌ای آلبانی

| کد | منطقه          |
| -- | -------------- |
| BC | Tropojë        |
| BR | Berat          |
| BZ | Bulqizë        |
| DI | Dibër          |
| DL | Delvinë        |
| DR | Durrës         |
| DV | Devoll         |
| EL | Elbasan        |
| ER | Kolonjë        |
| FR | Fier           |
| GJ | Gjirokastër    |
| GR | Gramsh         |
| HS | Has            |
| KJ | Kavajë         |
| KO | Korçë          |
| KR | Krujë          |
| KU | Kukës          |
| KV | Kuçovë         |
| LA | Kurbin         |
| LB | Librazhd       |
| LE | Lezhë          |
| LU | Lushnjë        |
| MA | Malësi e Madhe |
| MK | Mallakastër    |
| MR | Mirditë        |
| MT | Mat            |
| PE | Peqin          |
| PG | Pogradec       |
| PR | Përmet         |
| PU | Pukë           |
| SH | Shkodër        |
| SK | Skrapar        |
| SR | Sarandë        |
| TP | Tepelenë       |
| TR | Tirana         |
| VL | Vlorë          |